# Koriass
Koriass, de son vrai nom Emmanuel Dubois, né le 12 mars 1984 à Montréal, est un rappeur québécois. Son style évolue dans le hip-hop québécois. Il est considéré par la presse spécialisée comme l'une des stars québécoises du hip-hop et un fer de lance du rap québécois,.

## Biographie
Emmanuel se passionne pour le rap dès l'adolescence, puis forme, aux côtés de Faze0ne et Kontroverss, son premier groupe, Raide-Aktion, avec lequel il fait ses débuts sur scène. Il publie en 2001 sa première composition intitulée Si seulement, suivie de deux autres chansons intitulées En t’oubliant et La neige au mois de mars. Sur Internet, grâce à des rap battles, Koriass gagne en notoriété et multiplie les collaborations incluant mixtapes et divers albums d'autres artistes comme Monk E.
En 2006, le rappeur publie un premier maxi de huit titres intitulé Mort de rire,. L’année suivante, il prend part à la compilation et à la tournée 93 tours de Bande-à-part et Sirius, tournée qui le mène aux quatre coins du Québec. Koriass signe en 2008 au label Disques 7ième Ciel, fondé par Anodajay, et se consacre à la production de son premier album studio intitulé Les racines dans le béton aux côtés de collaborateurs comme le beatmaker local DJ Manifest et Dramatik,. Après la publication de son premier album, Koriass prend part à des événements tels que les Francofolies de Montréal et le Festival d'été de Québec. « J’ai participé à chaque festival des FrancoFolies depuis 2009 », affirme Koriass.
Entre 2009 et 2010, le rappeur est nommé à l'Adisq et est récompensé dans les catégories « révélation de l’année » et « album francophone de l’année » au Gala SOBA, et remporte le prix de « vidéoclip de l’année » au Montreal Video Awards pour Old School part. 2. À cette période, il commence à se consacrer à l'écriture d'un deuxième album studio. En octobre 2011, il publie son deuxième album studio, Petites victoires. Il figure au palmarès des meilleurs vendeurs canadiens à sa sortie. Koriass retient l’attention au cours de l’été grâce à son nouveau spectacle en formule band, présenté lors de plusieurs grands festivals à travers le Québec. À l’automne, Koriass se voit nommé finaliste pour le prix écho de la chanson SOCAN, puis dans deux catégories au gala de l’Adisq. En 2013, il publie son nouvel album intitulé Rue des Saules. En 2014, il remporte le Félix de l’« album hip-hop de l’année ».
En 2016, Koriass entame une tournée à travers la France pour défendre son album Love suprême. Pour la production de Love suprême, il est aidé par Philippe Brault.
En septembre 2016, il chante avec 50 000 enfants de partout au Québec, dans le cadre du projet Une chanson à l'école, réalisé par Culture pour tous.
En 2017, il compose et interprète la musique originale du générique de la série Jenny intitulé Du mauvais Pied.
Le 14 septembre 2018 il sort son cinquième album intitulée "La Nuit des Longs Couteaux".
Par la suite, il collabore avec le rappeur FouKi dans l'album "Génies en herbe" paru le 22 mai 2020.
En 2021 il fait partie du jury de l'émission télévisé de rap québécois "La fin des faibles".

## Famille
Koriass est le père de deux filles, Sasha (née en juin 2011) et Antoinette (née en 2015).
Son père a déménagé au Brésil et Koriass a sept frères et sœurs là-bas.

## Convictions
Le rappeur se définit comme une personne féministe et prône l'égalité homme-femme dans la société. Il a fait des conférences aux côtés de deux féministes, la sénatrice Julie Miville-Dechêne, ex-présidente du Conseil du statut de la femme du Québec, et Marilyse Hamelin, journaliste indépendante et autrice du blogue "La Semaine rose", dans neuf cégeps partout au Québec afin de conscientiser les jeunes face au consentement sexuel et face au rôle des hommes dans la société. Il s'adresse à tous les jeunes, mais spécialement aux garçons.

## Discographie

### Singles
- 2017 : Du mauvais pied (Générique Jenny)
- 2019 : Lendemain
- 2020 : Miracle sur la rue des saules
- 2024 : Le printemps[15]
- 2024: La peine[16]

### Collaborations
- 2008 : Chub-e Pelletier - Inconnus (featuring Koriass)[17]
- 2010 : Online - Everest, sur la chanson Laisse-moi être[18]
- 2010 : Anodajay - Et7era, sur la chanson Le 7ième Régiment en featuring avec Dramatik, et Samian[19]
- 2010 : Sans Pression, Jenny Salgado et Koriass - Quand j'y pense (sur la compilation HHQC.com - La Force du Nombre)[20]
- 2012 : Millimetrik - Read Between The Rhymes - Louis XVI[21]
- 2018 : Marie-Mai [ Elle et moi ] (ft. Koriass)
- 2023 : Zagata - Jungle (ft. Koriass)[22]

## Doublage
- 2019 : UglyDolls : UglyDog